# 野川晴義
野川 晴義（のがわ はるよし、1962年5月24日 - ）は、東京都出身の現代音楽の作曲家。日本作曲家協議会及び日本音楽著作権協会（JASRAC）会員。

## 経歴
高等学校時代から東京藝術大学作曲科在学中までに、旺文社主催全国学芸コンクール第二位、セゾングループ主催武満徹企画MUSIC TODAY今日の音楽賞第三位、ユネスコ国際作曲家会議日本代表選出、日本音楽コンクール入選等、多数の受賞歴を持ちながら同大学を卒業後直ちに現代音楽界の作曲家としてデビューした。

## 活動当初からの主な経緯
デビュー当時（1985年頃）からいわゆるアウトサイダーとしての資質が注目され、武満徹やシルヴァーノ・ブッソッティ等の影響下のもとで作品を発表していたが、1990年代以降VERISMO（ヴェリズモ）という現実主義を意味する名のもとに、血生臭く自由奔放な作風を帯びた作品を発表し続けている。しかし、前記したようにアウトサイダーとしての資質から彼の作品群に対する歴史的解釈上の誤解もしばしばであり、一方ではむしろ伝統作品主義芸術に対抗する過激なスキャンダリストとして名高いという見方も存在する。
ユニークな創作姿勢は現在においても健在であり、体制的な芸術家や過去の因襲に囚われた"作法"を重視する音楽作品を酷く嫌い、最近では現代音楽という狭い枠に囚われない様々な個性的作品を発表していると同時に、実験映画や実験演劇等の総合芸術の分野に深い親近感を抱き、それに携わる活動にも積極的に取り組む姿勢が見られる。欧米のインテリ層からの支持者が多く、それ故にか日本国内での活動よりも海外での創作活動が目立つ。また初演のたびに話題にはなるが、国内では稀にしか聴くことができない幾つかの理由が囁かれるが、信憑性のあるものを挙げれば、2001年以降殆どの作品出版権と著作権管理がイタリアン・マフィア系の出版組織であるアルゴス社に譲渡されていること、アルゴス社のスコア貸し出し許容範囲にアジア圏が含まれていないこと、また作品の楽器編成が一般に比べ複雑であるために日本国内での受け入れ態勢が不十分であること等が挙げられる。

## 作風とその概論
ことに21世紀の現代音楽界において各々の作曲家の物理的方法論が先立つ中、野川作品の場合には聴覚的感覚と、何よりも作品群に一貫して表れている個性に重点が置かれる。

### 第一期（1985～）
東京芸大在学中に武満徹とブッソッティの濃厚な影響を帯びた幾つかの作品を経て、デビュー当初の野川は純音楽ともシアター・ピースとも判別の困難な、図形楽譜による演奏者の自発性を重んじた劇場的要素を含む作品の数々を発表している。9人の奏者の為の『VERISMO』、ピアニストとMIDI音源の為の『VERISMO/Per Lui』等がその代表例であるが、その劇場的要素は時代的風刺やブラック･コメディの流れを帯びたマウリシオ・カーヘル等の愉快な戯れとはまったく様相を異にする、人間の息吹きをそのまま露呈する血の気が漲ったおどろおどろしいものであった。1985年にMUSIC TODAY 85'にて9人の奏者の為の『VERISMO』を取り上げた武満徹はかつて、「夢の中で妄想が渦巻く様な音楽」と同演奏会の席上で野川の音楽を評した。
そうした野川の初期の作品群に見られる劇場的要素を前面に押し出した作風は、1999年に完成初演された実験的な舞台音楽劇『ピーターの家庭内暴力エロチカ惨殺事件』を残して、1980年代末期から彼の音楽表現上の間接的手法として用いられるに過ぎなくなる。

### 第二期（1990～）
1990年代に入っても彼の作品が醸し出す或る種の血生臭い作風は貫き通されるが、1989年に完成されたオーボエ、チェンバロとピアノの為の『Verismo/La vena estratta』で音響とそれが紡ぎ出す各楽器パートのフレーズ感、また一作品上における独特な形式上の実験が試みられている。チェンバロとピアノによるポリコードと4度音程の累積和音の多用と複雑なリズムのずれから生み出される偶発的な歪んだ協和音が音響上の怪奇背景となり、それに相反する孤独なロマンを歌うオーボエが曲の抒情感を生む。曲中の細部には、綿密に計算されたタイミングで、ピアノの内部奏法（野川自身はこの"内部奏法"という言葉を嫌う）による弦と楽器の木部への打撃音とオーボエの多重音がサディスティックなまでの自然な呼吸で挿入される。野川にとってモノラルな響きを持つはずのモダンチェンバロは、かえって絵画の遠近画法を思わせる透明なな色彩で作品全体を印象付けている。
野川の作品群には音の強弱やtuttiによるいわゆるクライマックスは存在しない。各音楽シーンの表情とツボがその役割を果たしており、スコアにはそのためのニュアンス指示と各楽器パートの強弱記号がうるさい程に細かく記入されている。チェンバロとピアノという一見音響バランスの不一致な組み合わせは、各楽器のバランス調整がPAでなされる商業音楽では珍しくない。しかし、野川音楽においては両者の生楽器の共鳴バランスをサディスティックに扱うという一貫した態度によって、その存在が特に際立っている。それはフレンチ近代楽派に、幾人の作曲家によって試まれたオルガンとピアノのデュオによる柔和な雰囲気の、対極にあるといって過言ではない。野川は四分音符＝29などのありえない遅さの中で展開される複雑なメトリックを偏愛しており、「一呼吸の中に無数の表情の襞が極限的に描きこまれる」というイタリア現代音楽の影響を咀嚼した点で、幾多の日本の作曲家とは切り離された存在でもある。この傾向は年を追うにつれて加速化している。 
1990年代以降の野川作品における特徴として「音色変化の重視」が挙げられるが、純粋な聴覚のみで一作品を完成させることに限界を感じていた野川は、ルチアーノ・ベリオが1960年代初頭に「Epifanie」で試みた楽器の組み合わせの異なる限られたフレーズの「反復奏法」を、野川自身が更に発展させた「反復による自動変奏」として投入している。ベリオの試み以降、似たような手法はブッソッティや八村義夫が用いているが、この手法に陥りがちなクラスター状態を、野川の場合は音楽シーンの明瞭な変化として見事に回避し、既に自家薬籠中の物になっている。
こうした形式上の輪郭化と音色のエロティシズムは、1996年に完成された9人の奏者と指揮者の為の『Verismo/Sistema』において更に確実なものになる。一種の組曲としての体裁を持ったこの作品では、依然として「反復による自動変奏」を多用しているものの、かつての美術おけるシュルレアリスムを彷彿とさせる音風景が立体的なオーケストレーションによって実現されている。この作品に関してスコアの序文で野川は、「この作品を書いた背景にはサルバドール・ダリの幾つかの絵画と幼い頃に観たタデウシュ・カントールの演劇から受けたインスピレーションの重い影が宿っている」と語っている。また、1991年に発表され、この作品の原型となった9人の奏者と指揮者の為の『劇場の為の音楽』について武満徹は「日本人の作曲家にしては珍しい音感を持った作曲家。でも、ここまでねじ曲がった音楽を書くなんて、野川君ってヘンタイじゃないかと僕は思うんだけど。」と、演奏会の席上で野川へ奇天烈なエールを贈ったことはよく知られている。しかし一方で、この作品を聴いた松平頼暁が音楽芸術誌の批評欄で述べたように、野川に関して「現代音楽の生血を人一倍多く吸って育った作曲家」という皮肉った位置付けも存在した。

### 第三期(1999～)
そして、野川は1999年に実験神秘音楽劇『ピーターの家庭内暴力エロチカ惨殺事件』という舞台作品を作曲している。音響的には『Verismo/Sistema』や『Verismo/Tramont』(1995)等の過去の作品に系統しているが、彼の初期の劇場的作風の面影は若干帯びているものの、偶然性には殆ど頼らないクラシック音楽におけるオペラの様な作品である。しかし本作品ではオペラという既成の位置付けよりも、野川自身が本来持っているエロティックな作風が視覚面にも如実に現出された結果と言える。室内オーケストラから紡ぎ出される色彩溢れる音楽と共に、舞台上ではサイケデリックな舞台装飾、黒人の活人画や影絵が用いられ、主人公の少年ピーターを中心とした性の倒錯劇が大胆に繰り広げられる。初演から数年後、この作品を巡って、音楽系の掲示板である合唱ちゃんねるに野川本人が突如出没したことで日本国内でも噂が囁かれるようになったが、過度な性描写が日本国内での上演の妨げとなり、現在に至っても国内上演の見通しは立っていない。キャスティングにおける倫理上の問題を指摘する声もある。この様な状態を不服としていたのか、ヨーロッパでの初演直後からしばしばこの作品の部分的な箇所を織り交ぜた作品を発表している。チェンバロ奏者の為の『Verismo/Pastorale』(1999)、室内オーケストラの為の『太陽の少年』(2002)、ピアノとチェンバロの為の『ヴェリズモ/ああ、私は薔薇…』(2002)等がそれに当る。
こうした耽美に酔いしれているとも感じられる作風は、2003年に完成されたオーボエ、チェンバロ、ピアノ、8人の弦楽器奏者とオーケストラの為の『Verismo/Grosso』の初演で、より拡大される。野川の一連の作品群の中でも極めて耽美的なこの作品は、その題名から協奏曲の様な体裁を思わせるが、実際にはそれ以上にソロ楽器群とオーケストラが絡み合い、ロマンに濡れる音響と断片的な旋律が立体的な音場を表出する。それは時に、目眩を催す様な歪んだ和声音の強烈なクレッシェンドを導き出し、聴衆をエロティシズムの音宇宙へと誘う。日本国内での演奏の実現が待たれる。また2004年にこの作品からソロ楽器群を抜粋し、独自な作品として再構成した『Verismo/Grosso Ⅱ』を発表している。『Verismo/Grosso』に比べ、どこか陰鬱な蔭りのある壮麗な音楽に仕上がっている。
最新作品として野川は2006年に、オディロン・ルドンの同名の絵画から啓発を受けて作曲されたオーケストラの為の『仮面は弔いの鐘を鳴らす』(Un masque sonne le glas funèbre)と、2台のハープのために作曲された『ヴェリズモ/記憶の泉』(Verismo/La fonte della memoria)等を発表しており、これまでとは少し趣の異なるものではあるが、表出的な音色を感じさせる作品である。しかしながら、オーケストラのための前作品は野川自身によって破棄されアルゴス社のカタログからは抹消された。

### 現在
第29回現音作曲新人賞本選会に進出するなど、日本国内の紹介も細々と行っている。

## 楽器編成への執着
一連の「ヴェリズモ・シリーズ」の特徴は、頑固とも思える「チェンバロとピアノを基調とした楽器編成」にも異常な拘りを見せている。紫色のビロードの触感を思わせる豊かな音色も現在の野川作品の特徴の一つであるが、その独特な雰囲気は楽器編成の中にチェンバロとピアノが混在されている作品に顕著である。「チェンバロとピアノ」による二重奏への偏執狂的愛着は、野川ブランドの一種のトレードマークとも言えよう。

## 新古典主義作曲家との確執
新作が初演されるたびに賛否両論が絶えない野川であるが、実は彼が所属している日本作曲家協議会においても1991年に一騒ぎ起こしている。
「日本の作曲家 '91」で野川の『Verismo/La vena estratta』が深紅の照明の下、演奏者全員が真っ赤な衣装を纏い、高橋アキ等によって再演された数ヵ月後、日本作曲家協議会の当時の理事を務めていた新古典主義の長老作曲家安部幸明が、同協議会の機関誌上で「ピアノは弾くだけではなく、打楽器の撥で弦を引っ掻く叩くという様な、打楽器的効果を求めたと思われる所もあり、筆者の如き、何もかもとぼしい、戦中に生きて来て、楽器を虎の子の様に扱って来た者には、楽器が痛みやしないかと、はらはらをさせられ正直なところ曲に聴き入るより、そのことに気を取られ、チェンバロの音は、殆ど聞き取れなかった。だから(どの楽器が)どんな役柄を演じているのかわからなかった。(後略)」と批判したことに野川は激怒した。そして、反発する野川は「れっきとした評論家、研究家や一般聴衆からの批判は幾らでも私は浴びて作品を書く糧とするが、戦中に生きたことを自ら美化し、アカデミズムの繁栄を懇願し、ひたすら保守的な弦楽四重奏曲を書き殴る思考停止の老人作曲家に批判される謂れは無いし、その様な作曲家を理事なんぞに置く協議会も私の存在に対する圧力の象徴である」といった内容の抗議文を安部幸明と日本作曲家協議会へ送っている。野川の音楽を支持する先輩作曲家佐藤眞や武満徹等の引止めにもかかわらず、同年に野川はさっさと日本作曲家協議会を退会するに至った。
「新古典主義」とカテゴライズされた枠の中にどっぷりと身を置く現状肯定的な作曲家の存在と、その曖昧な批評に堪りかねた野川の若さ故の結果だったと言えるだろう。尚、その二年後に野川は涼しい顔で同協議会へ再入会し、現在に至っている。

## 1985年以降の主要作品
地名は初演場所。
- (1985) Verismo (9 players)
- (1988) Verismo/La vena estratta (ob, cem, pf) Tokyo [Publisher: JFC]
- (1990) Verismo/Per Lui (pf, tape) Tokyo
- (1990) Verismo/Arrangiamento III (fl, ob, cl, vn, pf) Tokyo
- (1995) Verismo/Tramont (fl, ob, vn, vc, pf) Los Angeles
- (1995) Verismo/il canto dellespine (cem) Tokyo
- (1996) Some Wonder Memories (cem) Rome
- (1996) Verismo/Sistema (Complete Version) (fl, ob, cl, vn, cem, pf, hp, 2 perc) San Diego「9人の奏者と指揮者の為の『Verismo/Sistema』 」
- (1998/99) Verismo/Pastorale (nel mio caso) (cem) Tokyo 「チェンバロ奏者の為の『Verismo/Pastorale』」
- (1999) La scena mistica per la musica sperimentale/Un omicidio della violenza familiare di Peter (chamber orchestra, actor) Paris
- (2000) Verismo per la gioventu'/Irritantemente dolce (pf, cem[or kb]) Tokyo
- (2000) Verismo/La gelosia e la tristezza nobile (cem, perc) Tokyo
- (2001) Verismo/L'angscia per improvisazione del gruppo delle percussioni (percussion ensemble) Liège
- (2001) Verismo/Rosso (chamber ensemble) Amsterdam
- (2002) Il Fanciullo del Sole (chamber orch) Los Angeles
- (2002) Verismo/Ahime, la rosa son... (pf, cem) Paris
- (2002) Verismo/Deh, che crudele siete... (ensemble) London
- (2003) Verismo/Sono di un'uccello (pf) Praha
- (2003) Gioco piacevole (5 vo) Praha
- (2003)Verismo/Grosso「オーボエ、チェンバロ、ピアノ、8人の弦楽器奏者とオーケストラの為の『Verismo/Grosso』」
- (2003) Verismo/Un caco troppo maturo (orch) Madrid
- (2004) Verismo/Grosso II (string ensemble, ob, cem, pf) Chicago
- (2004) Verismo/Come la Juliana (orch) Madrid
- (2005) 「閉店の為の音楽 - 若い友人こざわ　まさゆきの為の『翼』」('Wings' for a my dear young friend, Masayuki Kozawa)(Pf,Synth)
- (2006) オーケストラの為の「仮面は弔いの鐘を鳴らす」(Un masque sonne le glas funèbre for Orchestra)[破棄]
- (2006) 「ヴェリズモ/記憶の泉」(Verismo/La fonte della memoria)(2 Harps)
- (2007) マリンバとオーケストラの為の「ヴェリズモ/ガムラニア」(Verismo/Gamelania for Marimba and Orchestra)
- (2008) Mazzolino di Melodie (chamber orch) Barcelona
- (2009) La fonte della MemoriaⅡ(記憶の泉Ⅱ) 2 pf. Bucharest
- (2010) Opera del Sole (作品 太陽) orch. Helsinki
- (2010) La Mano di Andino (アンディーノの手) cemb. solo ただし、演奏時照明が記載されている。Tokyo
- (2012) Torso (Flute solo) Tokyo
- (2013) Torso Ⅱ (Flute Solo) Bucharest
  - 主要作品と認定された作品は、サントリー音楽財団発刊の「日本の作曲家の作品」に掲載されており、作曲家本人への連絡が可能。